# Calliostoma caribbechinatum
Calliostoma caribbechinatum is een slakkensoort uit de familie van de Calliostomatidae. De wetenschappelijke naam van de soort werd voor het eerst geldig gepubliceerd in 2017 door Landau, Van Dingenen en Ceulemans.